# Pseudoseisura cristata
Pseudoseisura cristata là một loài chim trong họ Furnariidae.